# Portulaca obtusa
Portulaca obtusa är en portlakväxtart som beskrevs av V. Poelln. Portulaca obtusa ingår i släktet portlaker, och familjen portlakväxter. Inga underarter finns listade i Catalogue of Life.